# Hyperoppervlak
In de meetkunde is een hyperoppervlak een veralgemening van het concept van het hypervlak. Stel een omringend variëteit {\displaystyle M} heeft {\displaystyle n} dimensies, dan een deelvariëteit van {\displaystyle M} van {\displaystyle n-1} dimensies in een hyperoppervlak. Op equivalente wijze is de codimensie van een hyperoppervlak van een. 
In de algebraïsche meetkunde is een hyperoppervlak in de projectieve ruimte van dimensie {\displaystyle n} een algebraïsche verzameling, die puur van dimension {\displaystyle n-1} is. De hyperoppervlak wordt dan gedefinieerd door een enkele vergelijking {\displaystyle F=0}, een homogene veelterm in de homogene coördinaten. Het hyperoppervlak kan singulariteiten bevatten, waardoor het in strikte zin geen deelvariëteit is. 